# The Sword
The Sword är en amerikansk musikgrupp (heavy metal) som bildades år 2003 i Austin i Texas. Den ursprungliga sättningen bestod av gitarristen och sångaren John "J. D." Cronise, gitarristen Kyle Shutt,   basisten Bryan Richie och trummisen Trivett Wingo. Wingo ersattes 2011 av Santiago Vela. Bandet gav ut sitt debutalbum Age of Winters i februari 2006. Två år senare gav The Sword ut sitt andra album Gods of the Earth. År 2010 gav man ut sitt tredje album Warp Riders och i oktober 2012 det fjärde albumet Apocryphon.

## Medlemmar
Nuvarande medlemmar
- Kyle Shutt – gitarr (2003– )
- J. D. Cronise – sång, gitarr (2003– )
- Bryan Richie – basgitarr (2003– )
- Santiago Vela III – trummor (2011– )

Tidigare medlemmar
- Trivett Wingo – trummor (2003–2010)

Turnerande medlemmar
- Kevin Fender – trummor (2010–2011)

## Diskografi

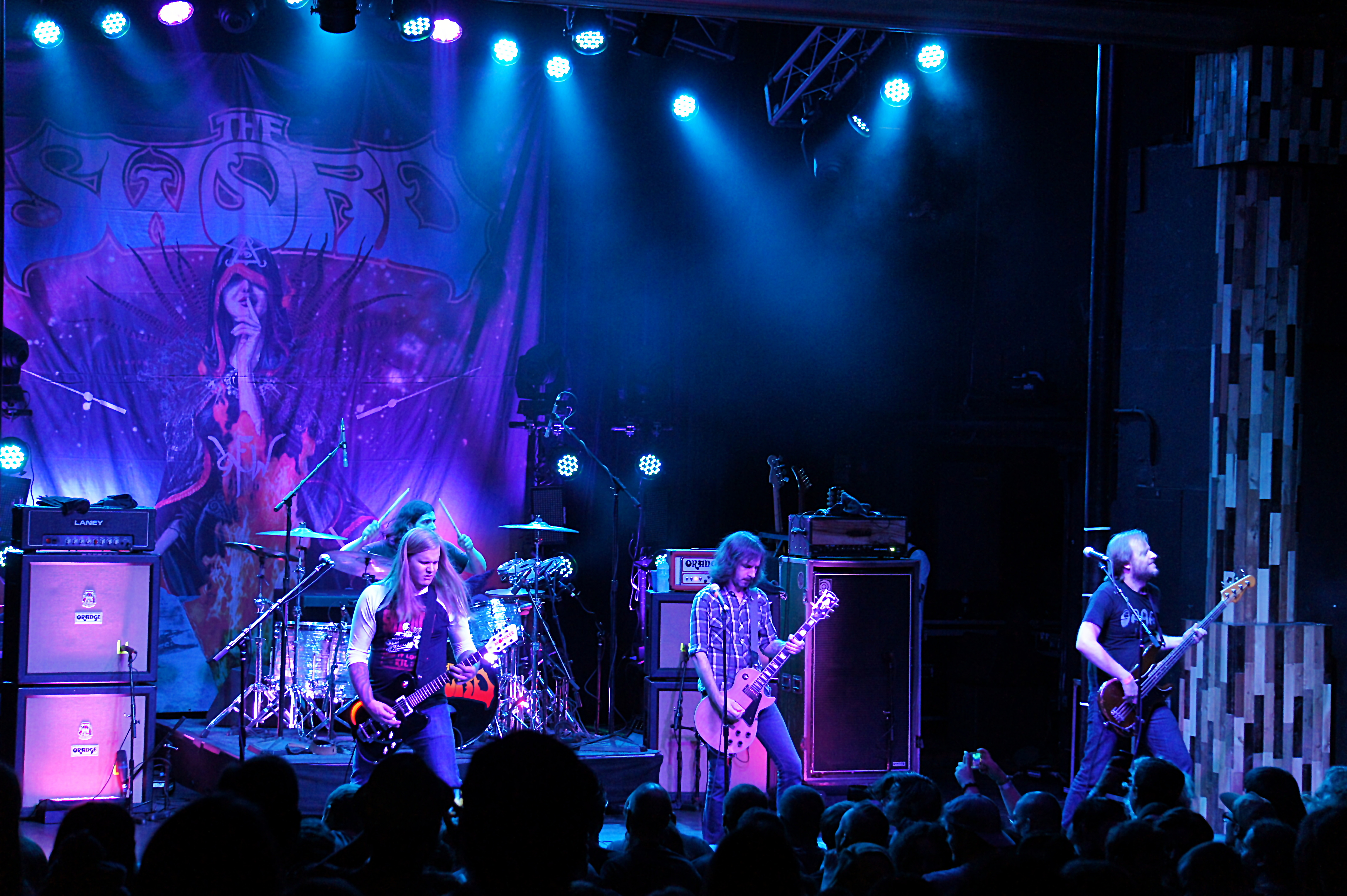
The Sword live 2013. Från vänster: Kyle Shutt, "Jimmy" Vela (bak), J. D. Cronise, och Bryan Richie.

### Studioalbum
- 2006 – Age of Winters
- 2008 – Gods of the Earth
- 2010 – Warp Riders
- 2012 – Apocryphon

### EP
- 2005 – Demo
- 2007 – The Sword / Witchcraft (delad EP)
- 2010 – iTunes Festival: London 2010

### Singlar
- 2007 – "Freya"
- 2008 – "Fire Lances of the Ancient Hyperzephyrians"
- 2009 – "Maiden, Mother & Crone"
- 2010 – "(The Night the Sky Cried) Tears of Fire"
- 2010 – "Tres Brujas"
- 2012 – "Hammer of Heaven"